# Peter Gay
Peter Gay, registrado al nacer con el nombre Peter Joachim Fröhlich (Berlín, 20 de junio de 1923 - Nueva York, 12 de mayo de 2015), fue un historiador alemán de origen judío, naturalizado ciudadano estadounidense en 1946. Fue uno de los más importantes cultivadores de la historia social de las ideas.

## Datos biográficos
Él y su familia escaparon de la Alemania nazi en 1939, después de ser testigos de la Noche de los cristales rotos. La familia adquirió pasajes inicialmente en el SS St. Louis (a cuyos pasajeros se les negó la visa), pero afortunadamente cambiaron su pasaje para un viaje que salía antes a los Estados Unidos, país al que llegó en 1941 y cuya nacionalidad solicitó cinco años después. Cambió su apellido original, Fröhlich ("alegre", en alemán), por el equivalente en inglés, Gay.
Gay estudió en el Goethe Gymnasium de Berlín, y luego, ya en los Estados Unidos, en la Universidad de Denver, en donde se recibió como bachiller en artes en 1946. Posteriormente estudió la maestría y el doctorado en la Universidad de Columbia, y obtuvo esos grados en 1947 y 1951, respectivamente. Gay trabajó como profesor de ciencias políticas en la Universidad de Columbia, entre 1948 y 1955, y como profesor de historia de 1955 a 1969. Posteriormente enseñó en la Universidad de Yale desde 1969 hasta su jubilación en 1993. En 1959 se casó con Ruth Slokin. El matrimonio adoptó tres hijos. Fue nombrado Sterlig Profesor Emeritus of History en la Universidad de Yale.

## Aportes
El primer interés de Gay fue la historia intelectual o historia de las ideas. Su primer libro de éxito, Voltaire's Politics (1959), examina a Voltaire como político y cómo sus ideas políticas formaban la columna vertebral de sus escritos. Tras el éxito de ese libro, Gay prosiguió con una amplia historia cultural de la Ilustración, The Enlightenment: An Interpretation (1966), libro con el cual recibió el National Book Award y el Mecher Book Prize. Su libro de 1968, Weimar Culture, acerca de la República de Weimar, ha sido considerado un hito para la historia cultural. Por otro lado, se interesó cada vez más por la psicología a partir de Freud, Jews and Other Germans (1978), que es un análisis del impacto de las ideas de Sigmund Freud en la cultura alemana. Desde entonces, muchos de sus trabajos se centraron en el impacto social del psicoanálisis, y lo convirtieron en uno de los mayores historiadores del tema, seguidor él mismo de Sigmund Freud.

## Premios y reconocimientos
- Premio al Mérito Académico de la AHA (Asociación Histórica Norteamericana)

## Obra
- The Dilema of Democratic Socialism: Eduard Bernstein’s Challenge to Marx, 1952.
- Voltaire’s Politics: The Poet as Realist, 1959.
- The Party of Humanity: Essays in the French Enlightenment, 1964.
- The Enlightenment: An Interpretation. The Rise of Modern Paganism, 1966.
- The Loss of Mastery: Puritan Historians in Colonial America, 1966.
- The Bridge of Criticism: Dialogues on the Enlightenment, 1970.
- Historians at Work, 1972.
- con R. K. Webb, Modern Europe, 1973.
- The Enlightenment: A Comprensive Anthology, 1973.
- Style in History, 1974.
- Art and act: On Causes in History – Manet, gropius, Mondrian, 1976.
- Freud, Jews, and Other Germans: Masters and Victims in Modernist Culture, 1978.
- Education of the Senses, 1984.
- The Bourgeois Experience: Victoria to Freud - 5 vols, 1984-1998 (includes The Education of the Senses and The Cultivation of Hatred)
- Freud for Historians, 1985.
- The Tender Passion, 1986.
- A Godless Jew: Freud, Atheism, and the Making of Psychoanalysis, 1987.
- Freud: A Life for Our Time, 1988.
- "The German-Jewish Legacy-and I: Some Personal Reflections" pages 203-210 from American Jewish Archives, Volume 40, 1988.
- Editor A Freud Reader, 1989.
- Reading Freud: Explorations & Entertainments, 1990.
- Sigmund Freud and Art: His Personal Collection of Antiquities, 1993.
- The Cultivation of Hatred, 1993.
- The Naked Heart, 1995.
- The Enlightenment and the Rise of Modern Paganism revised edition, 1995.
- Pleasure Wars, 1998.
- My German Question: Growing Up in Nazi Berlin, 1998 (autobiografía).
- Mozart, 1999.